# Sharper (Film)
Sharper (engl. für ‚Betrüger‘, im Film umschrieben mit ‚one who lives by their wits‘, ‚jemand, der von seinem Verstand lebt‘) ist ein Thriller von Benjamin Caron, der im Februar 2023 in das Programm von Apple TV+ aufgenommen wurde. Statt in einer linearen Erzählstruktur entfaltet sich die Handlung in Kapiteln, die den Fokus auf die Hauptcharaktere Tom, Sandra, Max und Madeline legen, deren Namen jeweils zu Kapitelbeginn eingeblendet werden.

## Handlung
Eine Gruppe von Betrügern will eine in Manhattan lebende Milliardärsfamilie ausnehmen. Doch obwohl die Gauner den perfekten Plan haben, kommen ihnen schon bald romantische Gefühle und Eifersucht in die Quere, so dass bald nicht mehr klar ist, wer hier eigentlich Betrüger und wer Opfer ist.

## Produktion
Das Drehbuch schrieben Brian Gatewood und Alessandro Tanaka. Dieses landete im Jahr 2020 auf der Black List der besten unverfilmten Ideen Hollywoods. Regie führte Benjamin Caron.
Julianne Moore, die auch eine der Produzentinnen ist, spielt in der Hauptrolle Madeline, Sebastian Stan ihren Kollegen Max. Eine weitere Hauptrolle wurde mit Briana Middleton besetzt, die Sandra spielt. John Lithgow ist in der Rolle von Richard Hobbes zu sehen.
Die Dreharbeiten begannen am 13. September 2021 in New York. Als Kamerafrau fungierte Charlotte Bruus Christensen.
Die Filmmusik komponierte Clint Mansell.
Der Film kam am 10. Februar 2023 in ausgewählte US-Kinos und wurde am 17. Februar 2023 in das Programm von Apple TV+ aufgenommen.

## Rezeption
Von den bei Rotten Tomatoes aufgeführten Kritiken sind 70 Prozent positiv.